# بلو ریج شورز (ویرجینیا)
بلو ریج شورز (به انگلیسی: Blue Ridge Shores) یک منطقهٔ مسکونی در ایالات متحده آمریکا است که در شهرستان لوئیسا، ویرجینیا واقع شده‌است.